# Venuleius Saturninus
Venuleius Saturninus (2. század – 3. század) római jogász.
Caracalla császár uralkodásának idejében működött, kora egyik jeles jogásza volt. Aelius Lampridius említi nevét a Historia Augusta Alexander Severusról szóló fejezetében. Számos művének címét ismerjük, amelyek még töredékesen sem maradtak fenn.